# Mose Tjitendero

Tjitenderos Grab auf dem Heldenacker

Mose Penaani Tjitendero, auch Mosé (* 25. Dezember 1943 in Okahandja, Südwestafrika; † 26. April 2006 in Windhoek, Namibia), war ein namibischer Politiker. 
1963 ging Tjitendero nach Tansania ins Exil, da ihm unter dem Apartheidsregime eine Ausbildung verwehrt wurde. Später studierte er an amerikanischen Universitäten in Pennsylvania und Massachusetts, wo er 1976 die akademische Doktorwürde erwarb. Mit Unterstützung der UNO eröffnete er um die gleiche Zeit das UN-Institut für Namibia in Lusaka, Sambia. Bis zu seiner Heimkehr kurz vor der Unabhängigkeit hat Tjitendero sich am UN-Institut sowie in Angola um die Berufsausbildung junger Namibier im Exil gekümmert. 1981 trat er der SWAPO bei und von der Unabhängigkeit Namibias am 21. März 1990 bis 2004 war er Sprecher der Nationalversammlung (engl.: National Assembly). Ferner war er von 1981 bis zu seinem Tod 2006 Mitglied des Zentralkomitees der SWAPO. Er war Mitbegründer und von 1999 bis 2006 Vorsitzender des SADC Parliamentary Forum. 
Tjitendero ist auf dem Heldenacker (Heroes Acre) am Südrand von Windhoek beerdigt. Nach ihm ist eine Straße in Windhoek-Olympia benannt.